# A Woman of Paris
A Woman of Paris (bra: Casamento ou Luxo; prt: Opinião Pública) é um filme mudo realizado em 1923, escrito e dirigido por Charlie Chaplin. Estrelado por Edna Purviance, Adolphe Menjou e Carl Miller. A trilha sonora foi composta por Charlie Chaplin.

## Sinopse
O filme conta a história de um homem que acaba de se apaixonar por uma cortesã. Aclamado filme mudo, o filme se trata do primeiro drama de Chaplin, que preferiu não aparecer na frente das câmeras com seu já mundialmente famoso personagem, o Vagabundo. Dirigido com muita finesse, o filme aproveita para fazer uma crítica a sociedade burguesa ao mesmo tempo que conta a trágica história. Chaplin aproveita para fazer uma inversão de valores na sociedade que era mostrada na época e revoluciona o cinema. Nunca Chaplin (ou qualquer outro diretor) havia recebido críticas tão favoráveis e elogiosas. E hoje é considerado um marco no cinema, que nunca havia experimentado tamanho realismo. Apesar disso, Chaplin experimenta seu primeiro fracasso comercial, já que o público não comparece para assistir um filme de Chaplin sem seu mais célebre personagem. Voltaria a ter sucesso comercial retornando às comédias em A busca do ouro.

## Elenco
- Edna Purviance
- Clarence Geldart
- Carl Miller
- Lydia Knott
- Charles K. French
- Adolphe Menjou
- Betty Morrissey
- Malvina Polo
- Henry Bergman
- Charles Chaplin

## Produção
Chaplin escreveu o roteiro e dirigiu A Woman of Paris. Durante a montagem do elenco, o ator Adolphe Menjou convenceu Charlie Chaplin a lhe contratar para o papel de Pierre Revel após jantar cinco noites seguidas em uma mesa ao lado da do diretor. Em cada jantar, Menjou se vestiu e agiu à moda parisiense como o personagem de Revel.

## Recepção
A Woman of Paris foi um fracasso de bilheteria, rendendo pouco mais do que o seu orçamento. 
Um dos fatores para o fracasso foi a censura imposta por alguns conselhos municipais e estaduais de censura, como o da Pensilvânia, que só aprovou o filme após cortes. O conselho de Worcester (Massachusetts) foi mais radical e proibiu a exibição da película no condado por considerá-la "moralmente imprópria". O estado alemão de Baden foi o único local da Europa onde o filme foi proibido pela censura.
Outro fator era a ausência de Chaplin no filme, que fez cair o número de espectadores conforme o filme passava em cartaz. Chaplin ficou magoado com a pequena bilheteria e guardou os negativos do filme até quase sua morte, tornando o filme pouco conhecido nas décadas seguintes.
Em 23 de dezembro de 1976 o filme foi relançado por Chaplin e Eric James, com uma nova trilha sonora que substituiu a original de Louis F. Gottschalk e um corte de oito minutos em relação ao filme original.

## Crítica
O crítico teatral Edwin Francis Schallert (pai do futuro ator William Schallert) elegeu A Woman of Paris o terceiro melhor filme de 1923, atrás de The Covered Wagon e Scaramouche.
A revista de cinema japonesa  Kinema Junpo considerou A Woman of Paris o melhor filme de 1924 em seu ranking.